# Alice Pearce
Pour les articles homonymes, voir Pearce.
Alice Pearce (née le 16 octobre 1917 à New York et morte le 3 mars 1966 à Hollywood), est une actrice américaine célèbre pour avoir joué le rôle de Charlotte Kravitz (la voisine) pendant les deux premières saisons de la série télévisée Ma sorcière bien-aimée. À titre posthume, elle reçoit un prix Emmy Award en 1966 pour cette interprétation.

## Décès
Malade pourtant avant même que la série ne commence, elle est diagnostiquée en phase terminale d'un cancer de l'ovaire et assurera son rôle tout en dissimulant la réalité de son mal aux équipes de tournage jusqu'à la fin de la deuxième saison. Après avoir perdu énormément de poids et laissant ainsi apparaître la gravité de son état de santé, elle décède le 3 mars 1966 à l'âge de 48 ans, laissant seul son époux, le réalisateur Paul Davis. Le jour précédant sa mort, Alice Pearce se considérait comme une personne heureuse qui avait beaucoup de chance. Selon ses dernières volontés, son corps est incinéré et ses cendres dispersées en mer.

## Filmographie
- 1949 : Un jour à New York (On the Town) : Lucy Shmeeler ;
- 1949 : Alice Pearce (série télévisée) : invitée ;
- 1952 : La Belle de New York (The Belle of New York) : Elsie Wilkins ;
- 1953 : Jamie (en) (série télévisée) : Annie Moakum ;
- 1953 : The Jean Carroll Show (série télévisée) : la voisine ;
- 1955 : Deux Filles en escapade (How to Be Very, Very Popular) de Nunnally Johnson : Miss Syl ;
- 1956 : The Opposite Sex de David Miller : Olga ;
- 1961 : La quatrième dimension (The twilight zone) (série télévisée, saison 2 épisode 20) : Mme Nielson ;
- 1963 : Mes six amours et mon chien (My Six Loves) de Gower Champion : chauffeur de bus ;
- 1963 : Les Lycéennes (Tammy and the Doctor) : l'infirmière Millie Baxter ;
- 1963 : Le Piment de la vie (The Thrill of It All) : la femme d'Irving ;
- 1964 : Ma sorcière bien-aimée (Bewitched) (série télévisée) : Charlotte Kravitz (1964-1966) ;
- 1964 : Dear Heart : Miss Moore ;
- 1964 : Jerry chez les cinoques (The Disorderly Orderly) : Miss Fuzzibee, la patiente pipelette ;
- 1964 : Embrasse-moi, idiot (Kiss Me, Stupid) : Mme Mulligan ;
- 1965 : Chère Brigitte (Dear Brigitte) : l'employée de bureau sans travail ;
- 1965 : Bus Riley's Back in Town : la femme de maison ;
- 1966 : La Blonde défie le FBI (The Glass Bottom Boat) : Mabel Fenimore.